# Universitetet i Pretoria
Universitetet i Pretoria (engelska: University of Pretoria, afrikaans: Universiteit van Pretoria) är ett universitet i den sydafrikanska staden Pretoria. År 2023 rankades universitetet 591-600 på QS World University Rankings. Universitetet grundades år 1908 och i början fanns det bara fyra professorer och 32 studenter. De samlades i ett litet hus men sedan har universitetet vuxit till Sydafrikas största. Den nuvarande kanslern är Wiseman Nkuhlu.
Antal studenter vid universitetet är 36 492 och personalen är 1 707. Av universitetets internationella studenter 67 % kommer från andra länder som hör till Southern African Development Community.
Universitetet består av 11 fakulteter:
- Ekonomi och förvaltning
- Pedagogik
- Teknik och teknologi
- Hälsovetenskap
- Humaniora
- Juridik
- Natur- och jordbruksvetenskap
- Teologi
- Veterinärmedicin
- Mamelodi campus
- Gordon Institute of Business Science